# Verwaltungsgemeinschaft Großröhrsdorf

Lage der Verwaltungsgemeinschaft im Landkreis Bautzen (Stand: 31. Dezember 2016)

Die Verwaltungsgemeinschaft Großröhrsdorf war eine Verwaltungsgemeinschaft im Landkreis Bautzen im Freistaat Sachsen. Sie lag im Südwesten des Landkreises, zirka 25 km östlich der Landeshauptstadt Dresden und 13 km westlich von Bischofswerda. Das Gemeinschaftsgebiet am Rande des Landschaftsschutzgebietes Westlausitz war teils von landwirtschaftlich genutzten Flächen und teils von ausgedehnten Waldgebieten umgeben. Durch das Gemeinschaftsgebiet verlief die Bundesautobahn 4, die über die Anschlüsse Ohorn oder Pulsnitz erreichbar war.
Mit der Eingemeindung von Bretnig-Hauswalde nach Großröhrsdorf zum 1. Januar 2017 wurde die Verwaltungsgemeinschaft aufgelöst. Letzte Verwaltungsvorsitzende war Kerstin Ternes.

## Die Gemeinden mit ihren Ortsteilen
- Großröhrsdorf mit den Ortsteilen Großröhrsdorf und Kleinröhrsdorf
- Bretnig-Hauswalde mit den Ortsteilen Bretnig und Hauswalde